# Roubaix
Roubaix er en kommune og by i Frankrig, beliggende i departementet Nord tæt på den belgiske grænse. Sammen med Lille og Tourcoing danner Roubaix en bymæssig koncentration med cirka en millioner indbyggere. I 2013 havde Roubaix selv 95.866 indbyggere, der på fransk betegnes som Roubaisiens og på pikardisk som Roubégnos.
Byen er en gammel industriby som var centreret om tekstilproduktion og uldindustri fra midten af det 19. århundrede indtil slutningen af 1970'erne, efter krisens udbrud. Som industriby engang har været Roubaix kendt eller „Franske Manchester“ og „Byen med de tusinde skorstene“.
Det klassiske cykelløb Paris-Roubaix har mål på Vélodrome André-Pétrieux i Roubaix.

## Demografi
| 1793 | 1800 | 1806 | 1821   | 1831   | 1836   | 1841   | 1846   | 1851   |
| ---- | ---- | ---- | ------ | ------ | ------ | ------ | ------ | ------ |
| 9120 | 8091 | 8724 | 12 170 | 18 187 | 19 455 | 24 802 | 31 039 | 34 698 |

| 1856   | 1861   | 1866   | 1872   | 1876   | 1881   | 1886    | 1891    | 1896    |
| ------ | ------ | ------ | ------ | ------ | ------ | ------- | ------- | ------- |
| 39 445 | 49 274 | 65 091 | 75 987 | 83 661 | 91 757 | 100 299 | 114 917 | 124 661 |

| 1901    | 1906    | 1911    | 1921    | 1926    | 1931    | 1936    | 1946    | 1954    |
| ------- | ------- | ------- | ------- | ------- | ------- | ------- | ------- | ------- |
| 124 365 | 121 017 | 122 723 | 113 265 | 117 209 | 117 190 | 107 105 | 100 978 | 110 067 |

| 1962                                                              | 1968    | 1975    | 1982    | 1990   | 1999   | 2005   | - | - |
| ----------------------------------------------------------------- | ------- | ------- | ------- | ------ | ------ | ------ | - | - |
| 112 856                                                           | 114 547 | 109 553 | 101 602 | 97 746 | 96 984 | 97 600 | - | - |
| Tal fra og med 1962 er uden dobbelttælling (sans doubles comptes) |         |         |         |        |        |        |   |   |

Befolkningsudviklingen kan vises grafisk således:

### Aldersfordeling
|                   | Roubaix | nationalt gennemsnit |
| ----------------- | ------- | -------------------- |
| over 75 år        | 5,4%    | 7,7%                 |
| 60-74 år          | 9,4%    | 13,6%                |
| 40-59 år          | 20,2%   | 26%                  |
| 20-39 år          | 31,4%   | 28,1%                |
| Kilde: Insee 1999 |         |                      |

## Administration

### Borgmestre
| Periode                                       | Navn                | Parti                                       |
| --------------------------------------------- | ------------------- | ------------------------------------------- |
| 18. maj 1884 - 16. maj 1892                   | Julien Lagache      |                                             |
| 15. maj 1892 - 17. december 1901              | Henri Carrette      | POF                                         |
| 26. december 1901 - 26. januar 1902           | Edouard Roussel     | UDR                                         |
| 26. januar marts 1902 - 19. maj 1912          | Eugène Motte        | FR                                          |
| 19. maj 1912 - 7. marts 1915                  | Jean-Baptiste Lebas | SFIO                                        |
| 7. marts 1915 - 21. oktober 1918              | Henri Thérin        | SFIO                                        |
| 21. oktober 1918 - juni 1940                  | Jean-Baptiste Lebas | SFIO                                        |
| juni 1940 - 17. august 1941                   | Fleuris Vanherpe    |                                             |
| 19. august 1941 - december 1941               | Marcel Guislain     |                                             |
| 21. januar 1942 - 1. maj 1942                 | Alphonse Verbeurgt  |                                             |
| 22. maj 1942 - juli 1942                      | Charles Bauduin     |                                             |
| 18. juli 1944 (valgt i 1945) - 13. marts 1977 | Victor Provo        | PS                                          |
| 13. marts 1977 - 6. marts 1983                | Pierre Prouvost     | PS                                          |
| 6. marts 1983 - 18. maj 1994                  | André Diligent      | UDF-CDS                                     |
| 28. maj 1994 - 13. marts 2012                 | René Vandierendonck | UDF-CDS, så diverse venstrepartier og nu PS |
| 22. marts 2012 - 30. marts 2014               | Pierre Dubois       | PS                                          |
| 6. april 2014 -                               | Guillaume Delbar    | UMP nu LR                                   |
| Tidligere oplysninger foreligger ikke.        |                     |                                             |

### Kantoner
Roubaix er en del af arrondissementet Lille og kommuneområdet omfatter to kantoner :
- Roubaix-1
- Roubaix-2

### Bydele
- Centrum (Centre-ville)
- Barbieux
- Les Trois Ponts
- La Fraternité
- Le Pile
- Sainte-Elisabeth
- Le Sartel-Carihem
- L'Hommelet
- La Fosse-aux-Chênes
- Le Hutin
- Le Cartigny
- L'Entrepont
- L'Epeule
- Le Trichon
- L'Alouette
- Le Crouy
- Le Fresnoy, Mackellerie
- L'Alma eller Alma-Gare
- Le Cul de Four
- Le quartier de la Rue de Lannoy
- Le Chemin-Neuf
- Edouard-Vaillant
- Les Hauts-Champs,
- Justice
- Linné
- Moulin-Potennerie
- Nouveau-Roubaix

## Venskabsbyer
Roubaix har følgende venskabsbyer:
- Bradford, Forenede Kongerige fra 1969
- Mönchengladbach, Tyskland fra 1969
- Verviers, Belgien fra 1969
- Skopje, Makedonien fra 1973
- Prato, Italien fra 1981
- Sosnowiec, Polen fra 1993
- Covilhã, Portugal fra 2000
- Bouira, Algeriet fra 2003

## Fodnoter
1. ↑  Des villages de Cassini aux communes d'aujourd'hui: Om alle tællingerne (fransk)
2. ↑  INSEE : befolkning fra 1961 til 1999 og estimat for 2005 (fransk)